# Peter Nygård

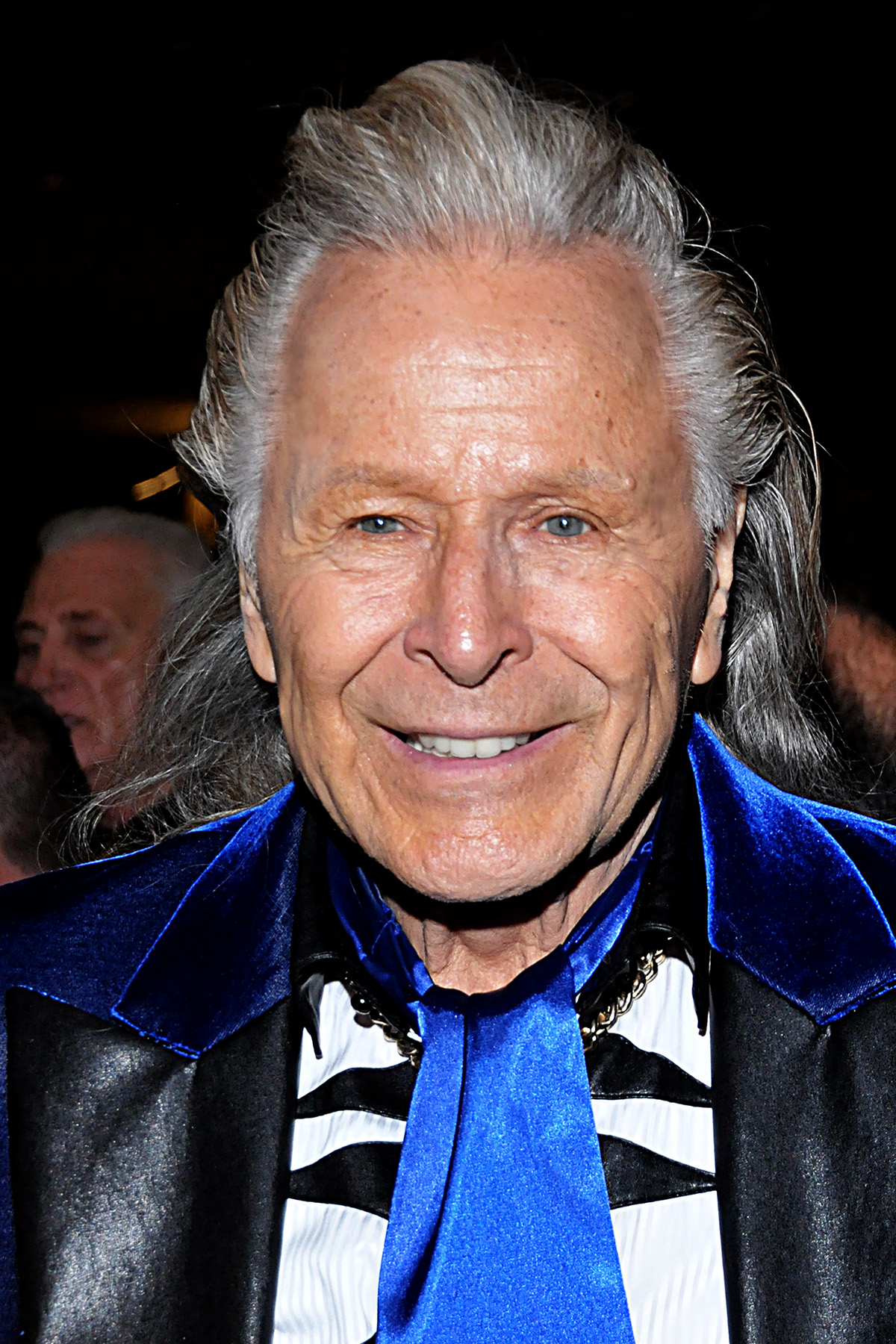
Peter Nygård, 2016

Peter J. Nygård (* 24. Juli 1941 in Helsinki) ist ein finnisch-kanadischer Unternehmer in der Modebranche und Textilwirtschaft.

## Werdegang
Nygård wurde in Finnlands Hauptstadt Helsinki als Sohn von Eeli und Hilkka Nygård geboren. Die Familie betrieb eine Bäckerei und wanderte 1952 nach Kanada aus. Die erste Station der Familie dort war Deloraine in der Provinz Manitoba. Kurze Zeit später fanden sie in Winnipeg einen neuen Wohnort. Im Jahre 1964 erreichte Nygård einen betriebswirtschaftlichen Abschluss an der Universität von North Dakota.

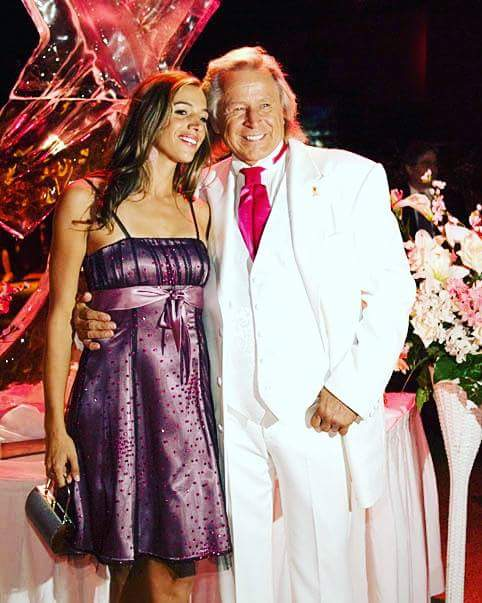
Peter Nygård mit Nicole Midwin bei der "Breast Cancer Awareness Show", 2017

Schon kurz nach seinem Berufsstart als Verkaufsleiter bei dem Damenbekleidungshersteller „Jacob Fashions“ im Jahre 1967 wurde er mittels Kauf zwanzigprozentiger Miteigentümer der Firma. Einige Jahre später erstand er vom ursprünglichen Firmeneigentümer Nathan Jacob und dessen Töchtern das gesamte Unternehmen. Er benannte das Unternehmen auf den Namen „Tan Jay“ um. 1967 war somit der Beginn von Nygård International.
1987 erwarb er ein 14.000 m² großes Grundstück auf den sogenannten „Lyford Cays“ auf den Bahamas und ließ es mit Gebäuden, inspiriert von der Kultur der Maya, bebauen. Nygård war im Jahre 2009 laut Canadian Business Magazine der 70-reichste Kanadier mit einem Vermögen von 817 Millionen US-Dollar. Im selbigen Jahr 2009 kam es zu einem Brand auf dem Gelände der Lyford Cays, wodurch die Gebäude teilweise zerstört wurden. Zu einem geplanten Wiederaufbau kam es nicht mehr. Das Gelände wurde 2018 vom Obersten Gericht der Bahamas dem Staat Bahamas zugesprochen.
Nygård war einmal in den 1970er Jahren kurz verheiratet und hat mit vier verschiedenen Frauen sieben Kinder.

## Philanthropie
Nygård war in verschiedenen Wohltätigkeitsprojekten engagiert, darunter der „Kanadischen Brustkrebs Stiftung“. Er war ein langjähriger Sponsor des Boxsports und des Beachvolleyballs und seiner olympischen Ausprägung auf den Bahamas. Er rief Regatten ins Leben oder spendete direkt an verschiedenste Projekte.

## Anklagen wegen sexuellen Missbrauchs
2020 reichten 10 Frauen eine Sammelklage gegen Nygård ein, der zufolge er sie im minderjährigen Alter vergewaltigt und mit ihnen einen Sexhandelsring betrieben habe. Am 15. Dezember 2020 wurde Nygård in Winnipeg festgenommen, um in die USA überstellt zu werden, wo er sich der Anklage der Staatsanwaltschaft in Manhattan stellen muss. Laut Anklage soll Nygård seinen Einfluss genutzt haben, um Frauen zu sexuellen Handlungen mit ihm, mit Bekannten und untereinander zu zwingen. Außerdem sollen auch Bekannte Nygårds sowie Mitarbeiter seines Unternehmens darin involviert gewesen sein, ihm Frauen zuzuführen oder den Missbrauch geduldet bzw. gefördert zu haben. Auch zwei leibliche Söhne bezichtigten ihn, ihren eigenen Missbrauch herbeigeführt zu haben. Nygård wurde daraufhin angeklagt und festgenommen. Nygård soll sich den Vorwürfen zufolge häufiger Frauen aus ärmeren Verhältnissen oder mit Missbrauchserfahrungen gesucht haben, um diese zu bedrohen oder zu erpressen, darunter auch Minderjährige.  Im Jahr 2021 waren es Dutzende, die sich der Klage angeschlossen hatten. Betroffen seien laut der Staatsanwaltschaft in New York Stadt Frauen aus den USA, Kanada und von den Bahamas. Nygård stimmte im September 2021 einer Auslieferung in die USA zu, aber bestreitet die gegen ihn erhobenen Vorwürfe.
Am 12. November 2023 sprach ihn eine Jury in Toronto schuldig in vier Fällen. Im September 2024 wurde er zu einer Haftstrafe von 11 Jahren verurteilt.

## Flugzeuge

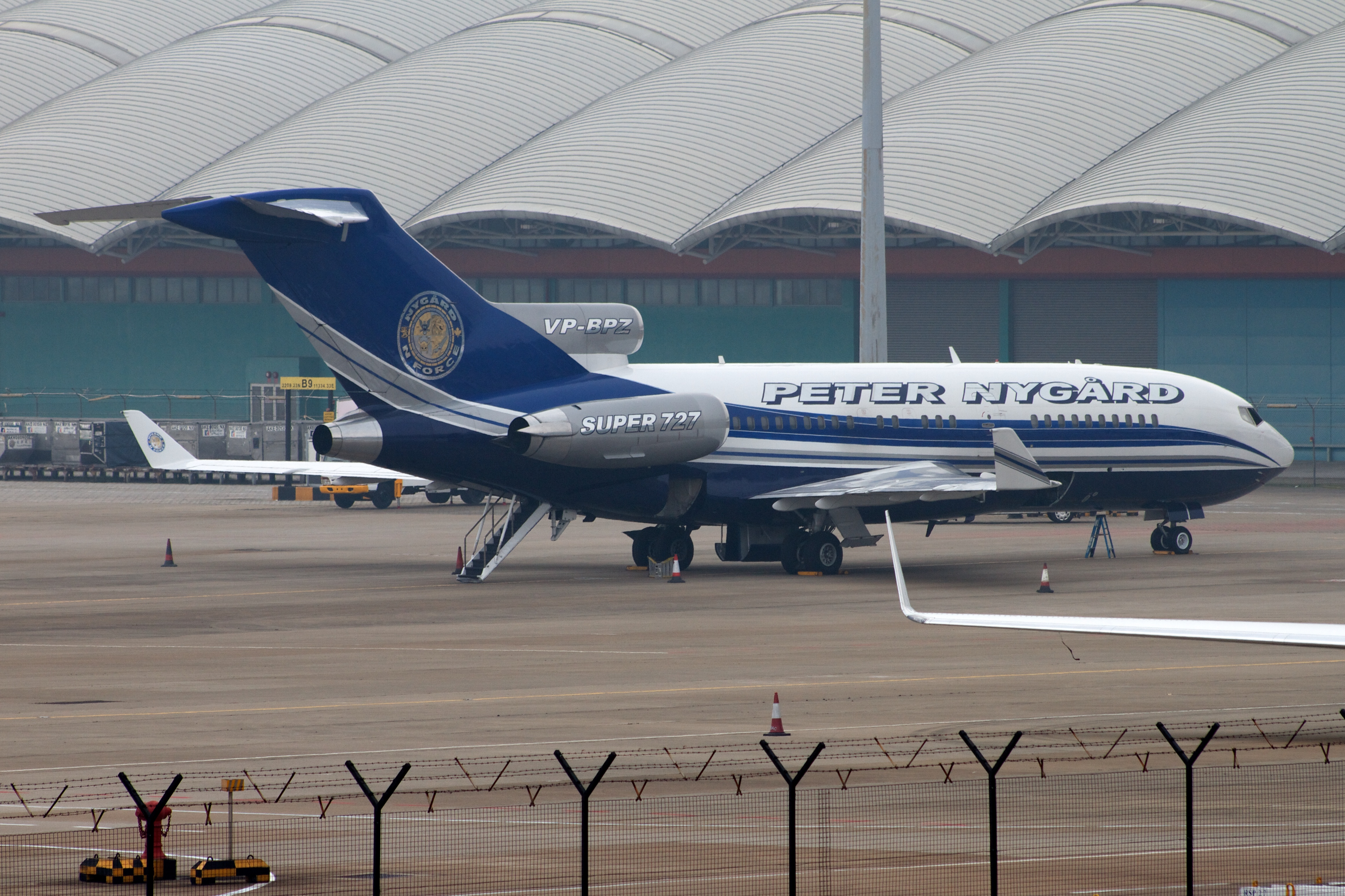
Eines der Nygård-Flugzeuge, 2012

Nygård besaß im Jahre 2019 zwei Strahlflugzeuge unterschiedlichen Alters des Typs Boeing 727.